# اتجاه افتراضي

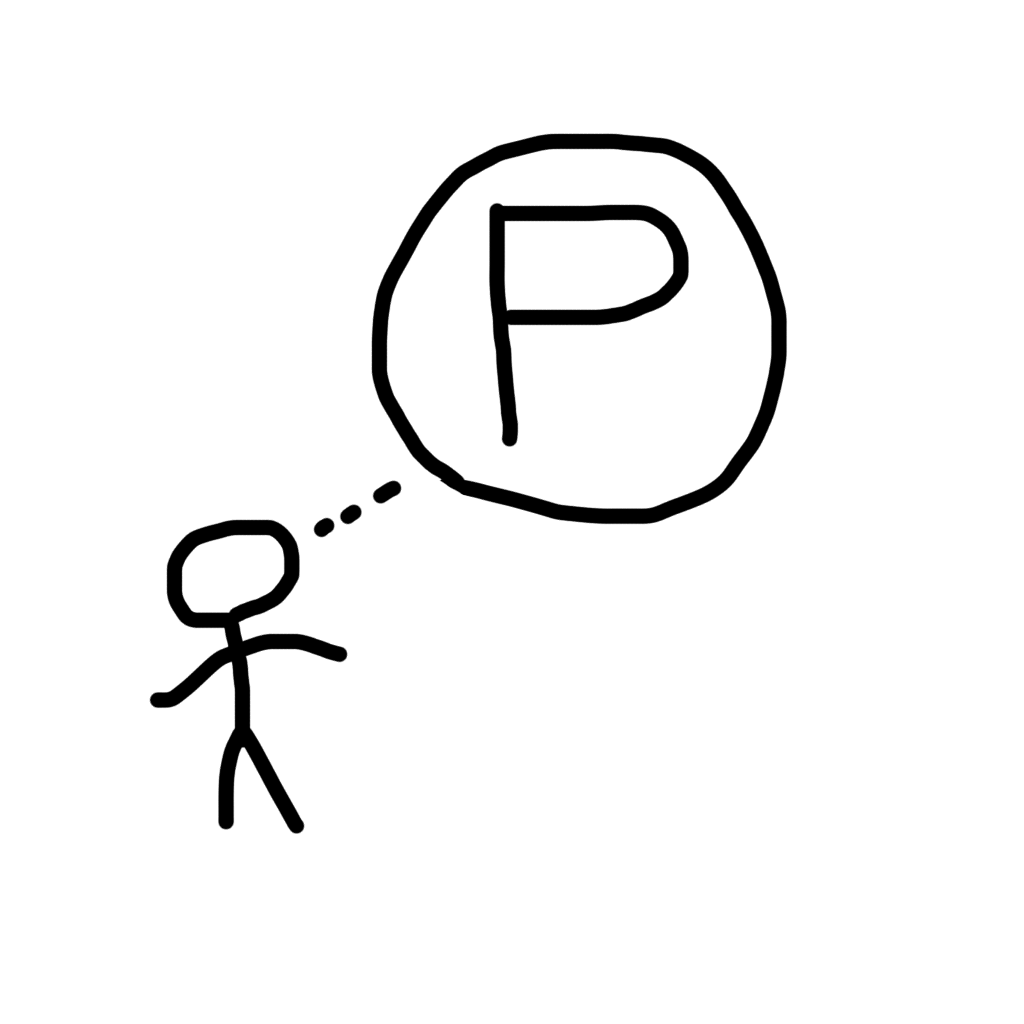
رسم توضيحي أساسي للفرد الذي يحمل موقفًا افتراضيًا تجاه الاقتراح P.

الاتجاه الافتراضي عبارة عن حالة عقلية ارتباطية تربط بين شخص ما وبين افتراض. وفي كثير من الأحيان، يُفترض أن تمثل تلك الاتجاهات أبسط مكونات التفكير ويمكن أن تعبر عن المعاني أو المحتويات التي قد تكون صحيحة أو خاطئة. وحيث أنها تعد نوعًا من أنواع الاتجاهات، لذا فإنها تقتضي أن يتبنى الشخص مواقف عقلية مختلفة تجاه افتراض ما، ومن أمثال تلك المواقف، اعتقاد أو رغبة أو أمل، وبهذا تتولد تلك الاتجاهات عمدًا.
ولغويًا، يتم الإشارة إلى تلك الاتجاهات بفعل (على سبيل المثال «اعتقد») على أن يكون متبوعًا بجملة «أن»، على سبيل المثال«اعتقدت سالي أنها ربحت».
وتضم الاتجاهات الافتراضية الفروق بين المصطلحات المتعارضة التي تربط بينها علاقة: ويرمز البعض منها إلى العالم في حين يتجه البعض الآخر إلى التأثير فيه.

## نظرة عامة
ما نوع الاسم الذي يجب أن نطلقه على الأفعال أمثال الأفعال «أعتقد» و«أرغب» وما إلى ذلك? أنا أميل إلى تسميتها «الأفعال الافتراضية». وهذا لا يعدو كونه اسمًا مقترحًا استخدم لغرض الملاءمة، حيث إن تلك الأفعال تحمل في معناها شكلاً من أشكال تكوّن علاقة بين كائن ما وافتراض. وكما تم الشرح، ليس هذا ما تفعله حقيقةً، ولكن من المناسب إطلاق عليها اسم «الأفعال الافتراضية». وبالتأكيد قد تطلق عليها اسم «الاتجاهات» غير أنني لا أفضل ذلك حيث إنه مصطلح نفسي، وعلى الرغم من أن كل الحالات المضمنة في تجربتنا تعتبر نفسية، فليس هناك سبب لتفترض أن كل الأفعال التي أتحدث عنها بالضرورة نفسية. فليس هناك سبب لأن تفترض شيئًا من هذا القبيل. (راسل 1918, 227).

يمثل معنى الافتراض شيءًا، أما شعورنا حياله، أو كيف ننظر إليه، فهو شيء آخر. فمن الممكن قبول هذا الافتراض، والتأكيد عليه، والإيمان به، وإصدار أمر بشأنه، والاعتراض عليه، والإعلان عنه، وإنكاره، والشك فيه، وحظره، والدفاع عنه، وتوقعه. ويطلق على الاتجاهات المختلفة نحو القضايا الاتجاهات الافتراضية، كما يتم مناقشتها تحت عناوين التعمد والشكل اللغوي.
تنشأ العديد من المواقف الإشكالية في الحياة الحقيقية نتيجة بعض الظروف المتمثلة في كون العديد من الافتراضات المختلفة التي تتواجد في أنماط مختلفة تظهر بلا أساس مرة واحدة. ولكي نقارن بين الافتراضات ذات الألوان والنكهات المختلفة، كما تميزت دائمًا، فلن نجد لدينا أساس يمكن من خلاله المقارنة سوى من خلال دراسة القضايا الأساسية نفسها. وبالتالي، سنتجه تلقائيًا إلى دراسة المسائل المتعلقة باللغة والمنطق. وبرغم الاسم المستخدم في وصف ذلك، فلا يتم النظر إلى مصطلح الاتجاهات الافتراضية باعتبارها اتجاهات نفسية صحيحة، حيث لا تهتم التخصصات الرسمية من العلوم اللغوية والمنطق بشيء أكثر واقعية عما يمكن أن يقال بشكل عام عن خصائص تلك الفروع الرسمية وأنماط تفاعلاتها.
من الموضوعات التي تلقى اهتمامًا رئيسيًا دراسة العلاقة بين أساليب التأكيد والاعتقاد، وربما إضافة شعور التعمد. فعلى سبيل المثال، في كثير من الأحيان، نجد أنفسنا في مواجهة مع مسألة ما إذا كانت تأكيدات الشخص تتفق مع معتقداته أو معتقداتها. وقد تحدث تلك التناقضات لعدة أسباب، ولكن عندما يكون غياب التأكيد عن الاعتقاد متعمدًا، فعادةً ما نطلق على ذلك كذب.
تتمثل المقارنات الأخرى للأساليب المتعددة التي تحدث بشكل متكرر في دراسة العلاقات بين الإيمان والمعرفة والتناقضات التي تحدث بين الملاحظات والتوقعات والنوايا. وينظر عادةً إلى الحالات التي لم تأتِ فيها الملاحظات على مستوى التوقعات باعتبارها ظاهرة مفاجأات، والتي تستدعي وجود تفسيرات للحد من صدمة الدهشة.
يتوفر عدد من أنظمة البرمجيات التي تستخدم في محاكاة الاتجاهات المنسوبة إلى القضايا لأغراض صناعية ولأنظمة إدارة علاقات العملاء، ودعم اتخاذ القرار واستخراج المحتويات (جالتسكي 2012)

## المشكلات
في علم المنطق، تُعرف الخصائص الرسمية لأفعال مثل أكد، اعتقد، أمر، اعتبر، أنكر، شك، تخيل، حكم، علم، رغب، تمنى، ومجموعة أخرى من الأفعال التي تحمل في معناها اتجاهات أو نوايا افتراضية بأنها عصية على التحليل.
(كواين 1956).

### عدم القدرة على تمييز المتطابقات
من المبادئ الرئيسية التي تحكم الهوية مبدأ الاستبدالية، يُعرف كذلك باسم بضائع مماثلة — أو يستحسن أن يطلق عليه عدم القدرة على التمييز بين المتطابقات. وينص هذا المبدأ على إنه، عند إعطاء عبارة صحيحة عن الهوية، فيمكن استبدال أحد المصطلحين بالآخر في أي عبارة صحيحة أخرى وستكون النتيجة صحيحة. في نفس الوقت، من السهل العثور على حالات تتعارض مع هذا المبدأ. فعلى سبيل المثال، تعد العبارتين:
| (1) | جورجونيه = بارباريلي،         |
| (2) | جورجونيه كان معروفًا بسبب حجمه |
صحيحتين؛ ومع ذلك، عند استبدال الاسم «جورجونيه» بالاسم «بارباريلي»، سيؤدي ذلك إلى أن تصبح العبارة (2) غير صحيحة:
| ; | "بارباريلي كان معروفًا بسبب حجمه". |

ويشير مثال كواين الوارد هنا إلى لقب جورجيو بارباريلي «جورجوني»، وهو اسم إيطالي يأتي عادةً مذيلًا بـ «جورج الكبير.» ويكمن أساس هذا التناقض الوارد هنا في أنه بينما يشير الاسمين الواردان إلى نفس الشخص (معنى الجملة الأولى)، غير أن الأسماء نفسها ليست متطابقة؛ تشير الجملة الثانية إلى سمة (أصل) لا يتشاركان بها. انظر أيضًا التمييز بين الاستخدام والذِكر.

## قائمة المصادر

### الحواشي
1. ↑  انظر من هم المتواجدون في الصفوف الأولى?.

### قائمة المصادر
- Awbrey, J. and Awbrey, S.(1995), "Interpretation as Action: The Risk of Inquiry", Inquiry: Critical Thinking Across the Disciplines 15, 40–52.
- Cresswell, M.J. (1985), Structured meanings. The semantics of propositional attitudes. MIT Press, Cambridge & London 1985.
- Quine, W.V. (1956), "Quantifiers and Propositional Attitudes", Journal of Philosophy 53 (1956). Reprinted, pp. 185–196 in Quine (1976), Ways of Paradox.
- Quine, W.V. (1976), The Ways of Paradox, and Other Essays, 1st edition, 1966. Revised and enlarged edition, Harvard University Press, Cambridge, MA, 1976.
- Quine, W.V. (1980 a), From a Logical Point of View, Logico-Philosophical Essays, 2nd edition, Harvard University Press, Cambridge, MA.
- Quine, W.V. (1980 b), "Reference and Modality", pp. 139–159 in Quine (1980 a), From a Logical Point of View.
- Ramsey, F.P. (1927), "Facts and Propositions", Aristotelian Society Supplementary Volume 7, 153–170. Reprinted, pp. 34–51 in F.P. Ramsey, Philosophical Papers, David Hugh Mellor (ed.), Cambridge University Press, Cambridge, UK, 1990.
- Ramsey, F.P. (1990), Philosophical Papers, David Hugh Mellor (ed.), Cambridge University Press, Cambridge, UK.
- Runes, Dagobert D. (ed.), Dictionary of Philosophy, Littlefield, Adams, and Company, Totowa, NJ, 1962.
- Russell, Bertrand (1912), The Problems of Philosophy, 1st published 1912. Reprinted, Galaxy Book, Oxford University Press, New York, NY, 1959. Reprinted, Prometheus Books, Buffalo, NY, 1988.
- Russell, Bertrand (1918), "The Philosophy of Logical Atomism", The Monist, 1918. Reprinted, pp. 177–281 in Logic and Knowledge: Essays 1901–1950, Robert Charles Marsh (ed.), Unwin Hyman, London, UK, 1956. Reprinted, pp. 35–155 in The Philosophy of Logical Atomism, David Pears (ed.), Open Court, La Salle, IL, 1985.
- Russell, Bertrand (1956), Logic and Knowledge: Essays 1901–1950, Robert Charles Marsh (ed.), Unwin Hyman, London, UK, 1956. Reprinted, Routledge, London, UK, 1992.
- Russell, Bertrand (1985), The Philosophy of Logical Atomism, David Pears (ed.), Open Court, La Salle, IL.
- Galitsky, Boris (2012), Exhaustive simulation of consecutive mental states of human agents, Knowledge-Based Systems